# Baška (Slovaquie)
Pour les articles homonymes, voir Baška.
Baška (allemand : Baschka, hongrois : Baska) est un village de Slovaquie situé dans la région de Košice.

## Histoire
Première mention écrite du village en 1247.
La localité fut annexée par la Hongrie après le premier arbitrage de Vienne le 2 novembre 1938. En 1938, on comptait 247 habitants dont 10 juifs. Elle faisait partie du district de Košice, en hongrois Kassai járás. Durant la période 1938 -1945, le nom hongrois Baska était d'usage. À la libération, la commune a été réintégrée dans la Tchécoslovaquie reconstituée.

## Démographie

### Évolution de la population
| Année:               | 1994. | 2004.    | 2014.    | 2024.    |
| -------------------- | ----- | -------- | -------- | -------- |
| Nombre de personnes: | 270   | 326      | 561      | 797      |
| Différence:          |       | +20,74 % | +72,08 % | +42,06 % |

| Année:               | 2023. | 2024.   |
| -------------------- | ----- | ------- |
| Nombre de personnes: | 779   | 797     |
| Différence:          |       | +2,31 % |